# 納蒂 (阿肯色州)
納蒂（英語：Nady）是位於美國阿肯色州阿肯色縣的一個非建制地區。該地的面積和人口皆未知。

## 地理
納蒂的座標為33°59′50″N 91°15′00″W / 33.99722°N 91.25000°W，而該地的平均海拔高度為米（即英尺）。